# Зіньйо Гано
Зіньйо Гано (нід. Zinho Gano, нар. 13 жовтня 1993, Сінт-Кателейне-Вавер) — бельгійський футболіст, що також має громадянство  Гвінеї-Бісау. Грає на позиції нападника за «Зюлте-Варегем» і національну збірну Гвінеї-Бісау.

## Клубна кар'єра
Народився 13 жовтня 1993 року у Сінт-Кателейне-Вавер. Вихованець футбольної школи «Брюгге». З 2011 року почав залучатися до ігор основної команди того ж клубу, утім в матчах чемпіонату за «Брюгге» не грав. Натомість перший досвід виступів на дорослому рівні отримував у 2013–2015 роках, граючи на умовах оренди за «Ломмел» та «Рояль Ексель Мускрон».
Згодом два сезони відіграв за «Васланд-Беверен», після чого протягом року захищав кольори «Остенде», звідки 2018 року перейшов до «Генка». Був гравцем ротації команди, яка за результатами сезону 2018/19 ставала чемпіоном Бельгії. Сезон 2019/20 років відіграв на правах орнеди за «Антверпен», у складі якого ставав володарем Кубка Бельгії.
Протягом частини 2021 року був орендований «Кортрейком», а пізніше того ж року став повноцінним гравцем «Зюлте-Варегема». У цій команді нарешті став стабільним основним нападником і почав демонструвати непересічну результативність.

## Виступи за збірні
2011 року дебютував у складі юнацької збірної Бельгії (U-18), загалом на юнацькому рівні взяв участь у 13 іграх, відзначившись 2 забитими голами.
2022 року прийняв пропозицію на рівні основних збірних захищати кольори національної збірної Гвінеї-Бісау і дебютував в іграх за цю африканську команду.

## Титули і досягнення
- Чемпіон Бельгії (1):

«Генк»: 2018-2019
- Володар Кубка Бельгії (1):

«Антверпен»: 2019-2020
- Володар Суперкубка Бельгії (1):

«Генк»: 2019